# Спортивная гимнастика на летних Олимпийских играх 2000 — параллельные брусья
Соревнования на параллельных брусьях среди мужчин в спортивной гимнастике на Летних Олимпийских играх 2000 года состоялись 16 и 25 сентября в спорткомплексе «Сидней СуперДом». Победу одержал китайский спортсмен Ли Сяопэн, второе место занял кореец Ли Джу Хён, третьим стал россиянин Алексей Немов.

## Результаты

### Квалификация
В квалификационном раунде 16 сентября участвовал 81 гимнаст, из которых восемь лучших пробились в финал 25 сентября. Каждая страна выдвигала не более двух гимнастов в финале.

### Финал
| Место | Гимнаст                     | Результат |
| ----- | --------------------------- | --------- |
|       | Ли Сяопэн Китай             | 9.825     |
|       | Ли Джу Хён Республика Корея | 9.812     |
|       | Алексей Немов Россия        | 9.800     |
| 4     | Юн Джин Су Республика Корея | 9.787     |
| 5     | Иван Иванков Беларусь       | 9.775     |
| 6     | Ян Кушера Франция           | 9.725     |
| 7     | Хуан Сюй Китай              | 9.650     |
| 8     | Мариус Урзикэ Румыния       | 8.887     |